# Mysteria lacordairei
Mysteria lacordairei é uma espécie de coleóptero da tribo Mysteriini (Anoplodermatinae). Com distribuição na Argentina, Paraguai e Uruguai.